# 冒進
冒進（ぼうしん）とは、鉄道用語で、列車または車両が、安全の確保されていない状態のまま次の区間に進むこと。信号冒進、閉塞冒進、異電源区間冒進などがあり、いずれも鉄道運転事故などの重大な要因となるインシデントの一種である。なお「冒」は冒険･冒涜などと同様に「物事を押し切ってする。むやみに突き進む。」の意味。

## 冒進の種類

### 信号冒進
自動閉塞方式の区間（単に自動区間ともいう）では一般に1閉塞区間を1列車に占有させるようになっている。そのため、占有していない別の列車は停止現示（赤信号）があればその手前に停止しなければならない。しかし、その停止現示を超えて（もしくは無視して）進入するのが信号冒進である。信号冒進が発生すると、正面衝突・追突の危険性がある。ただし誘導信号機による場合や無閉塞運転、別途指示により次区間に進入することが可能な箇所もある。ATS、ATCなどにより安全を確保している。原因は不注意、注意散漫、疲労などが挙げられる。
英語では Signal passed at danger (SPAD) と呼ばれており、イギリスの鉄道用語として世界中に応用されている。

### 閉塞冒進
信号冒進と同じく正面衝突・追突の危険性があるが、閉塞の確保を信号システムによらない非自動閉塞方式の区間（単に非自動区間ともいう）ではこちら方が重要になる。決められたタブレット、通票、スタフの形状により安全を確保しているので、違う形状を携帯したりこれらを不携帯のままで次区間に進入することが閉塞冒進である。

### 異電源区間冒進
電化区間には直流区間と交流区間があるため、両区間が接している箇所にはデッドセクションを設けて送電を区分している。そのため、車両が交流状態で直流区間に入れば直流冒進、車両が直流状態で交流区間に入れば交流冒進という。なお、交直流電車は（自動化されている車両もあるものの）運転士がこのデッドセクション区間を通過中に適正な車両状態になるように車上の切り替えスイッチを扱うようになっているが、切り替えが不適正ならば車両や変電所や架線に障害を与えることになる。通常は車両側にも保護対策がなされている。さらに類似の冒進には無架線区間に架線集電方式の電気車（電気機関車と電車）が進入する冒進もあり、パンタグラフのホーンによる架線の物理的な破壊や、通電箇所の減少（大電流）による架線の溶断、パンタグラフ側も破壊や擦り板の焼損などのダメージを受ける。

## 交流冒進試験
1961年（昭和36年）2月に常磐線の取手 - 藤代間のデッドセクションにて、故意に直流1,500 V区間から交流20,000 V区間へと電源切替を行なわずに進入するという試験が行なわれた。既に落成していた401系交直流電車を2編成使用し、非常時のために1編成のパンタグラフは降下させたままで試験を行なった。本来冒進時には、運転台屋根上の「検電アンテナ」が交流を感知し、冒進用変流器で空気遮断器を作動させる設計であったが、この試験時には交流区間に入った瞬間に冒進用変流器のコイルが断線、電気系統が異常となり保護回路により変電所の遮断器を切る事態に陥った。列車は惰性で藤代まで走行した。後日の調査で、補機用過電流継電器の主コイルに20,000 Vが入り、その後1,500 V回路、100 V回路へと流れ、最終的には車内の暖房用ヒーターまでをも破壊していた。このため冒進用変流器を、過電流強度3,500 A / 5 Hz / sのものから6,000 A / 10 Hz / sのものに変えて解決した。